# Spinaria spinator
Spinaria spinator är en stekelart som först beskrevs av Guérin-Méneville 1830.  Spinaria spinator ingår i släktet Spinaria och familjen bracksteklar. Inga underarter finns listade i Catalogue of Life.